# Gerrit Barron

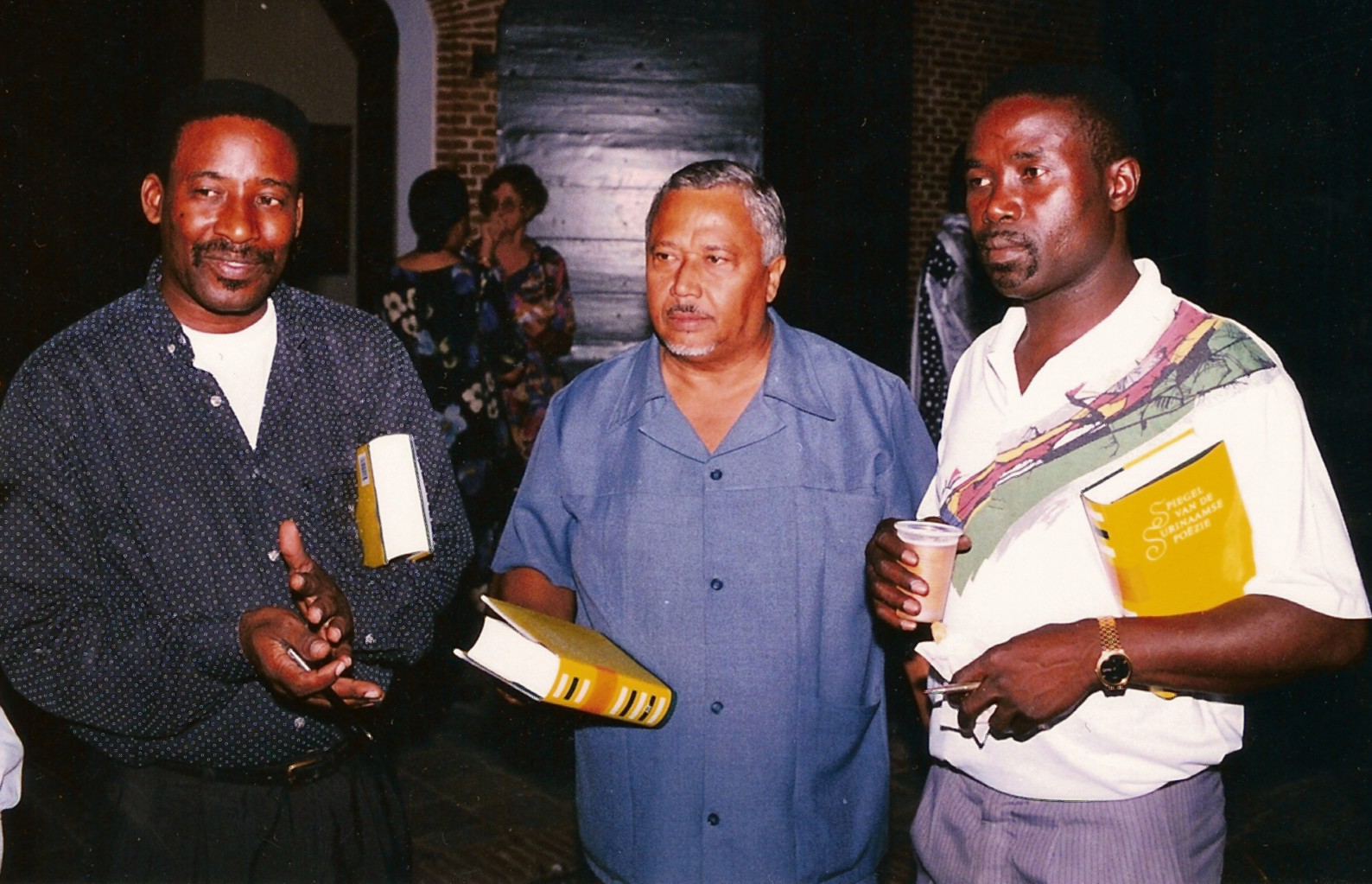
Gerrit Barron (izquierda), con los escritores de Surinam: Frits Wols (centro) y Manuel Stuart.

Gerrit Julius Mark Barron (Moengo, 18 de septiembre de 1951) es un escritor surinamés especializado en literatura para jóvenes y poesía. 

## Biografía
Barron realizó el Seminario en Surinam y viajó en 1974 a los Países Bajos donde se graduó. Luego del golpe de 1980, finalmente regresa a Surinam. Trabajó como maestro para el Ministerio de Educación, como asesor del Ministro Udenhout (1984-1986) y administró una librería y algunos supermercados. 
En 1973 Barron debutó como poeta con la recopilación Falawatra [Eb]. Su primer libro para niños, Een lach en een traan (Una sonrisa y una lágrima) fue publicado en 1978 por De Volksboekwinkel. Sus libros posteriores los publica con su propia empresa editorial Sorava. Barron ha diseñado algunos juegos en forma profesional, tales como el juego de mesa Taxibo. Con su editora Afaka publica mapas de carreteras y libros en los que todos los nombres coloniales han sido reemplazados por nombres surinameses. 